# Persoonia saundersiana
Persoonia saundersiana är en tvåhjärtbladig växtart som beskrevs av Richard Kippist och Meissn.. Persoonia saundersiana ingår i släktet Persoonia och familjen Proteaceae. Inga underarter finns listade i Catalogue of Life.